# Másodlagos forrás
A másodlagos források a történelemtudományban olyan feldolgozásokat (értelmezéseket és összegzéseket) jelölnek, melyek nem személyes részvétel vagy közvetlen tapasztalás alapján írnak egy eseményről.
Ez eltér az elsődleges forrásoktól, melyek a tárgyalt eseményeinek részesei által alkotott művek, írások. Például Szendrey Júlia naplója Petőfiről elsődleges forrás, mivel ez saját korában íródott, és az érintett személyekkel kapcsolatban levő ember írta saját tapasztalásairól (ami persze nem mond semmit a jegyzetek pontosságáról vagy teljességéről). Ezzel szemben egy Petőfi életéről íródott könyv, ami Szendrey naplóját használja fel az események magyarázatához, általában másodlagos forrás. Ám ez a könyv is lehet elsődleges forrása például egy olyan kutatásnak, ami összehasonlítja a Petőfi életéről készült műveket, azok eltérő vagy ellentmondó értelmezéseit.
Az elsődleges forrásokat az különbözteti meg a másodlagos forrásoktól, hogy ez utóbbiak nem csak a konkrét eseményeket írják le. A másodlagos forrás általában az elsődleges forrásokon alapuló történelmi leírás, de a történészek gyakran használnak másodlagos forrásokat azok korának jellemzésére (például egy számítógépekről szóló könyv említheti azt, hogy korának egyéb könyvei csak a műszaki jellemzőkre koncentrálnak és nem említik a katonai alkalmazásokat).
Az elsődleges források általában nem megbízhatóbbak vagy hitelesebbek, mint a másodlagosak. A másodlagos források gyakran átesnek szaklektoráláson, jól dokumentáltak és gyakran olyan intézmények publikálják őket, ahol a szerző pontossága fontos a szerző karrierje és megítélése szempontjából. Az elsődleges forrás olyan, mint egy naplóbejegyzés: egy adott személy nézőpontjából írja le az eseményeket, ami vagy igaz, pontos és teljes, vagy nem. A történészek mind az elsődleges, mind a másodlagos forrásokat alaposan ellenőrzik.
Előfordul, hogy egy másodlagos forrásban hivatkozott vagy említett források elvesztek, ezáltal elsődleges forrássá válik.
Az általános szabály mégis az, hogy a modern történészek szívesebben használnak elsődleges forrásokat, ha azok elérhetőek, és keresnek újakat is. Az elsődleges források – legyenek azok pontosak, vagy nem – új adatokat biztosítanak a történelmi kérdések eldöntéséhez, és a legtöbb modern kutatás ezért az archívumok gyakori használatából áll, használható elsődleges források utáni keresés céljából. Egy olyan történelmi munka, mely csak másodlagos forrásokat tartalmaz, vélhetően nem fog lelkes támogatásra találni, mivel ez azt sugallja, hogy azt nem előzte meg alapos forráskutatás.